# Регионален исторически музей (Сливен)
Вижте пояснителната страница за други значения на Регионален исторически музей.
Регионалният исторически музей „Д-р Симеон Табаков“ в Сливен се намира в централната част на града на булевард „Цар Освободител“ № 18.

## История
Регионалният исторически музей в Сливен се помещава в красива сграда на главната улица на града, построена през 1895 г. от сина на Добри Желязков – Иван. Той е една от най-старите институции в Сливен. Основан е през 1913 година като читалищен музей към читалище „Зора“.
В залите на двата етажа е уредена изложбата „Памет от векове“.
В изложбата са включени оригинални паметници от фонда на музея, някои от които със световно значение. На първия етаж са изложени експонати от неолита и енеолита – съдове, култови фигурки, каменни оръдия на труда, както и бронзови оръдия и оръжия. Останалата част от експозицията на първи етаж е посветена на Траките. В района на Сливен са проучени над 20 надгробни могили, от които в залите на РИМ – Сливен попаднаха уникални и единствени по рода си предмети, показващи високото ниво на тракийските майстори.
На втория етаж в една от залите е представено едно от най-богатите погребения от тракийската епоха въобще намирани някога. Тук могат да се видят златни фиали, златен пръстен, втората намерена в Тракия златна маска, сребърен шлем, сребърни ритони с позлата.
На този етаж са отредени зали представящи експонати от Римската епоха, както и зала „Туида“.
На третия етаж е подредена изложбата „Артефактът – от откриването до експозицията“.
Експозицията представя дейността на археолозите и реставраторите от откриването на предметите по време на археологически проучвания до тяхното консервиране, реставриране и полагане на съответните грижи за експониране.

## Обекти
- Регионален исторически музей
- Къща музей „Хаджи Димитър“
- Къща музей „Добри Чинтулов“
- Къща музей „Сливенски бит“
- Първа държавна текстилна фабрика на Балканите

## Отдели
- Археология
- България през XV-XIX век
- Нова и най-нова история
- Етнография

## Дейност

### Образователни програми
Всички обекти на РИМ Сливен участват в съвместна дейност с училищата на града и предоставят занимания с учениците от начален етап и останалите образователни степени.